# Berislavci
Berislavci este un sat din municipiul Podgorica, Muntenegru. Conform datelor de la recensământul din 2003, localitatea are 489 de locuitori (la recensământul din 1991 erau 448 de locuitori).

## Demografie
În satul Berislavci locuiesc 369 de persoane adulte, iar vârsta medie a populației este de 37,0 de ani (36,7 la bărbați și 37,3 la femei). În localitate sunt 115 gospodării, iar numărul mediu de membri în gospodărie este de 4,25.
|  |

| Demografie | Demografie | Demografie |
| An         | Locuitori  | Locuitori  |
| ---------- | ---------- | ---------- |
|            |            |            |
|            |            |            |
|            |            |            |
|            |            |            |
| 1948       | 334        |            |
| 1953       | 394        |            |
| 1961       | 381        |            |
| 1971       | 381        |            |
| 1981       | 400        |            |
| 1991       | 448        | 447        |
| 2003       | 497        | 489        |

| \| Componența etnică conform recensământului din 2003[2] \| Componența etnică conform recensământului din 2003[2] \| Componența etnică conform recensământului din 2003[2] \| Componența etnică conform recensământului din 2003[2] \| Componența etnică conform recensământului din 2003[2] \| \| ----------------------------------------------------- \| ----------------------------------------------------- \| ----------------------------------------------------- \| ----------------------------------------------------- \| ----------------------------------------------------- \| \| \| \| \| \| \| \| Muntenegreni \| Muntenegreni \| \| 355 \| 72,59% \| \| Sârbi \| Sârbi \| \| 61 \| 12,47% \| \| Croați \| Croați \| \| 1 \| 0,2% \| \| necunoscută \| necunoscută \| \| 0 \| 0% \| |              |  |     |        |
| Componența etnică conform recensământului din 2003 |              |  |     |        |
| |              |  |     |        |
| Muntenegreni | Muntenegreni |  | 355 | 72,59% |
| Sârbi | Sârbi        |  | 61  | 12,47% |
| Croați | Croați       |  | 1   | 0,2%   |
| necunoscută | necunoscută  |  | 0   | 0%     |